# Joseph O'Brien
Joseph O'Brien, noto anche come Jack O'Brien (Dubbo, 1º marzo 1998), è un canottiere australiano.

## Biografia
Ha rappresentato l'Australia ai Giochi olimpici estivi di Tokyo 2020, dove si è classificato 6º nell'otto con Nicholas Lavery, Josh Booth, Simon Keenan, Nicholas Purnell, Tim Masters, Angus Dawson, Angus Widdicombe e Stuart Sim.
Ai mondiali di Račice 2022 ha conquistato l'argento iridato nel quattro senza, assieme a Alexander Purnell, Spencer Turrin e Jack Hargreaves, mentre a quelli di Belgrado 2023 ha vinto il bronzo nell'otto, con Patrick Holt, Joshua Hicks, Benjamin Canham, Timothy Masters, Jack Robertson, Angus Dawson, Angus Widdicombe e Kendall Brodie.

## Palmarès
- Mondiali

Račice 2022: argento nel 4 senza;
Belgrado 2023: oro nell'otto;